# Тим Талер, или Проданный смех
«Тим Талер, или Проданный смех» (нем. Timm Thaler oder Das verkaufte Lachen, 1962) — сказочно-философская повесть немецкого писателя Джеймса Крюса. В повести ощущается влияние легенды о докторе Фаусте, продавшем свою душу дьяволу, а также повести Шамиссо «Удивительная история Петера Шлемиля» . При этом внешне мораль книги непритязательна: искренний счастливый смех дороже всех денег. 
Русский перевод вышел в 1966 году в издательстве «Детская литература».
Книга представляет собой первую часть трилогии о Тиме Талере, куда входят также повести «Куклы Тима Талера, или Проданное человеколюбие» (1977) и «Неле, или Вундеркинд» (1986).

## Сюжет
Книга начинается со вступления, в котором автор сообщает, что эту историю ему рассказал один мужчина средних лет, с которым он познакомился в лейпцигской типографии, куда они оба пришли узнать, как продвигаются дела с печатанием их книг. По словам автора, этот мужчина во время рассказа «смеялся, словно ребёнок».
Действие начинается в Гамбурге (по словам автора, основное действие разворачивается накануне 1930-х годов, то есть перед самым распадом Веймарской коалиции). У трёхлетнего Тима Талера умирает мать, весёлая и добрая женщина. Очень скоро его отец вновь женится, и для Тима наступают тяжёлые времена: мачеха нещадно использует его, практически не заботясь о его состоянии, а сводный брат Эрвин постоянно придирается к нему, ябедничает на него и не даёт спокойно делать уроки. Единственное, что скрашивает Тиму жизнь и помогает пережить любые беды — это его заразительный смех и ипподром, куда они с отцом ходят каждое воскресенье. Из-за тяжёлой домашней обстановки Тим с трудом доучивается до пятого класса, после чего отец погибает от несчастного случая на стройке, где он работает.
В день похорон Тим приходит на ипподром, где знакомится с богато одетым господином в клетчатом, который называет себя бароном Чезаре Трёчем. Трёч путём небольших махинаций предлагает Тиму заключить странную сделку: мальчик обретает способность выиграть любое, даже самое фантастическое, пари, но взамен Трёч забирает у Тима его счастливый смех. При этом, если Тим кому-нибудь расскажет об их сделке, то он навсегда потеряет не только смех, но и способность выигрывать. Тим соглашается на сделку, так как со смертью отца ему становится всё тяжелей смеяться. Мачеха Тима, узнав о его даре, использует его в своих целях — они постоянно ходят на ипподром, и на какую лошадь бы Тим ни поставил деньги, он всегда оказывается среди выигравших. В результате прежде бедная семья начинает жить в роскоши, но Тим счастливее не становится — неспособный теперь смеяться, он кажется всем угрюмым, из-за чего те немногие, кто его любил, начинают думать, что он бахвалится так своим богатством.
Не выдержав, в 14 лет, после окончания школы, он сбегает из дома в никуда, надеясь когда-нибудь вернуть свой смех. Тим принимает такое решение под влиянием кукольного спектакля «Гусь, гусь, приклеюсь, как возьмусь» (по сказке братьев Гримм «Золотой гусь»). Первое время он испытывает свой дар на прочность, заключая различные пари, так как одно из условий сделки гласит, что если Тим проиграет пари, то смех к нему вернётся. Однако всё оказывается очень сложно: даже самые немыслимые пари чудесным образом сбываются в пользу Тима. Так он заключает пари, что станет богаче самого богатого человека в мире. Тут становится известно, что Чезаре Трёч умер, но завещал всё своё состояние Тиму, а поскольку мальчик ещё несовершеннолетний, то его опекуном назначен брат-близнец покойного Чарлз Трёч, который на деле оказывается всё тем же Трёчем. Так Тим оказывается в полной власти барона и постепенно узнаёт всю его сущность. В частности, выясняется, что барон купил смех Тима, потому что богач, умеющий смеяться, легко может завладеть человеческими душами и сердцами, и, соответственно, наживаться на этом. В какой-то момент Тим читает имя Трёча (с нем. — «Lefuet») наоборот и обнаруживает, что оно читается как «Чёрт» (с нем. — «Teufel»).
С помощью друзей (рулевого Джонни, господина Рикерта и Крешимира, который, как выяснилось, когда-то уже заключал сделку с Трёчем) Тиму-таки удаётся найти лазейку в договоре и получить назад свой смех — он просто заключает пари на один грош, что сможет вернуть свой смех, что в итоге и происходит (впрочем, если бы он проиграл это пари, то смех бы всё равно к нему вернулся — так как нарушилось бы условие контракта с Трёчем о том, что Тим будет выигрывать любое пари). Джонни, Рикерту и Крешимиру возвращается пароходство, а проигравший Трёч становится затворником и начинает сторониться и побаиваться людей.

### Персонажи
- Тим Талер — главный герой книги. Весёлый, добрый и доверчивый мальчик.
- Барон Треч — загадочный миллионер, главный антагонист повести. Купил у Тима его звонкий смех, у Крешимира — добрые карие глаза. На поверку оказывается демоном Астаротом.
- Мачеха Тима (имя неизвестно, в немецком телесериале носит имя Анна-Мария). Недолюбливала Тима.
- Эрвин — сводный брат Тима. Избалованный и вредный мальчик с очень бледным лицом.
- Фрау Бебер — булочница, у которой мачеха и Эрвин одалживали деньги.
- Христиан Рикерт — директор гамбургского пароходства. Друг Тима. Добродушный, весёлый человек.
- Госпожа Рикерт (не названа по имени, в советской киноэкранизации 1981 года — Эмма) — мать Христиана Рикерта. Очень добрая, смешливая и при этом хитрая старушка, «милый ребёнок восьмидесяти с лишним лет».
- Крешимир — ещё один друг главного героя. Родом из Хорватии. Служит стюардом на пароходе «Дельфин» из пароходства Рикерта. Когда-то по наивности продал барону Тречу свои добрые карие глаза (впоследствии сумел вернуть их обратно).
- Джонни — также друг Тима Талера. Рулевой на том же корабле «Дельфин».
- Селек Бай — деловой партнёр барона Треча, родом из Месопотамии. Представитель секты солнцепоклонников (в оригинальной повести — езид). Мудрый и доброжелательный пожилой человек, который также проникся бедой Тима и помог ему вернуть свой смех.
- Грандицци — демонический и «услужливый до тошноты» деловой партнёр Треча, итальянец. На самом деле является демоном Бегемотом.
- Синьор ван дер Толен — деловой партнёр Треча, португалец со ртом, похожим на пасть акулы.
- Мистер Пенни — деловой партнёр Треча, англичанин.

## Содержание
Как указывает исследователь З. Г. Кривоусова, «четыре части книги соответствуют
этапам обряда инициации, о чем свидетельствуют даже их названия».

### Часть первая. «Потерянный смех»
- Лист первый. Мальчик из переулка
- Лист второй. Господин в клетчатом
- Лист третий. Выигрыш и проигрыш
- Лист четвёртый. Проданный смех
- Лист пятый. Допрос
- Лист шестой. Маленький миллионер
- Лист седьмой. Бедный богач
- Лист восьмой. Последнее воскресенье
- Лист девятый. Господин Рикерт
- Лист десятый. Кукольный театр

### Часть вторая. «Шторм и штиль»
- Лист одиннадцатый. Зловещий барон
- Лист двенадцатый. Крешимир
- Лист тринадцатый. Шторм
- Лист четырнадцатый. Пари, которое невозможно выиграть
- Лист пятнадцатый. Суматоха в Генуе
- Лист шестнадцатый. Разбитая люстра
- Лист семнадцатый. Богатый наследник
- Лист восемнадцатый. В Палаццо Кандидо
- Лист девятнадцатый. Джонни
- Лист двадцатый. Ясный день в Афинах

### Часть третья. «Лабиринт»
- Лист двадцать первый. Замок в Месопотамии
- Лист двадцать второй. Синьор ван дер Толен
- Лист двадцать третий. Заседание
- Лист двадцать четвёртый. Забытый день рождения
- Лист двадцать пятый. В красном павильоне
- Лист двадцать шестой. Маргарин

### Часть четвёртая. «Возвращённый смех»
- Лист двадцать седьмой. Год в полёте
- Лист двадцать восьмой. Встреча без почестей
- Лист двадцать девятый. Забытые лица
- Лист тридцатый. Бумаги
- Лист тридцать первый. Таинственная записка
- Лист тридцать второй. Чёрный ход и задворки
- Лист тридцать третий. Возвращённый смех

## Демонология
Повесть содержит демонологический пласт. Так, в одном из эпизодов Трёч произносит магические заклинания, а через какое-то время Грандицци, знакомый Трёча, называет его «мой мудрый друг Астарот», а Трёч в свою очередь называет его Бегемот. Впрочем, Тиму Трёч объясняет, будто бы они с Грандицци являются членами «Клуба Ваала» и иногда называют друг друга шуточными клубными прозвищами.

## Экранизации
- 1970, СССР — Тим Талер, или Проданный смех (фильм-спектакль, Ленинградское ТВ, 2 серии)
- 1979, ФРГ — Timm Thaler (телесериал)
- 1981, СССР — Проданный смех
- 2002, Германия — Timm Thaler (мультсериал)
- 2017, Германия — Тим Талер, или Проданный смех (фильм, 2017)

## Инсценировки
- 1967 — «Тим Талер, или Проданный смех» — радиоинсценировка Сергея Богомазова, режиссёр — Николай Литвинов. Тим Талер — Валентина Сперантова. Всесоюзное радио СССР.